# 民政總署 (澳門)
民政總署（葡萄牙語：Instituto para os Assuntos Cívicos e Municipais，葡文縮寫：IACM）是澳門特別行政區政府在2002年1月1日成立，統管民政及市政事務的部門，以取代臨時澳門市政局及臨時海島市政局。民政總署於2019年1月1日零時撤銷，並由市政署接替，成為統管民政及市政事務之政府機構；同時，原網站將轉至市政署官方網站。

## 歷史、職責及站點

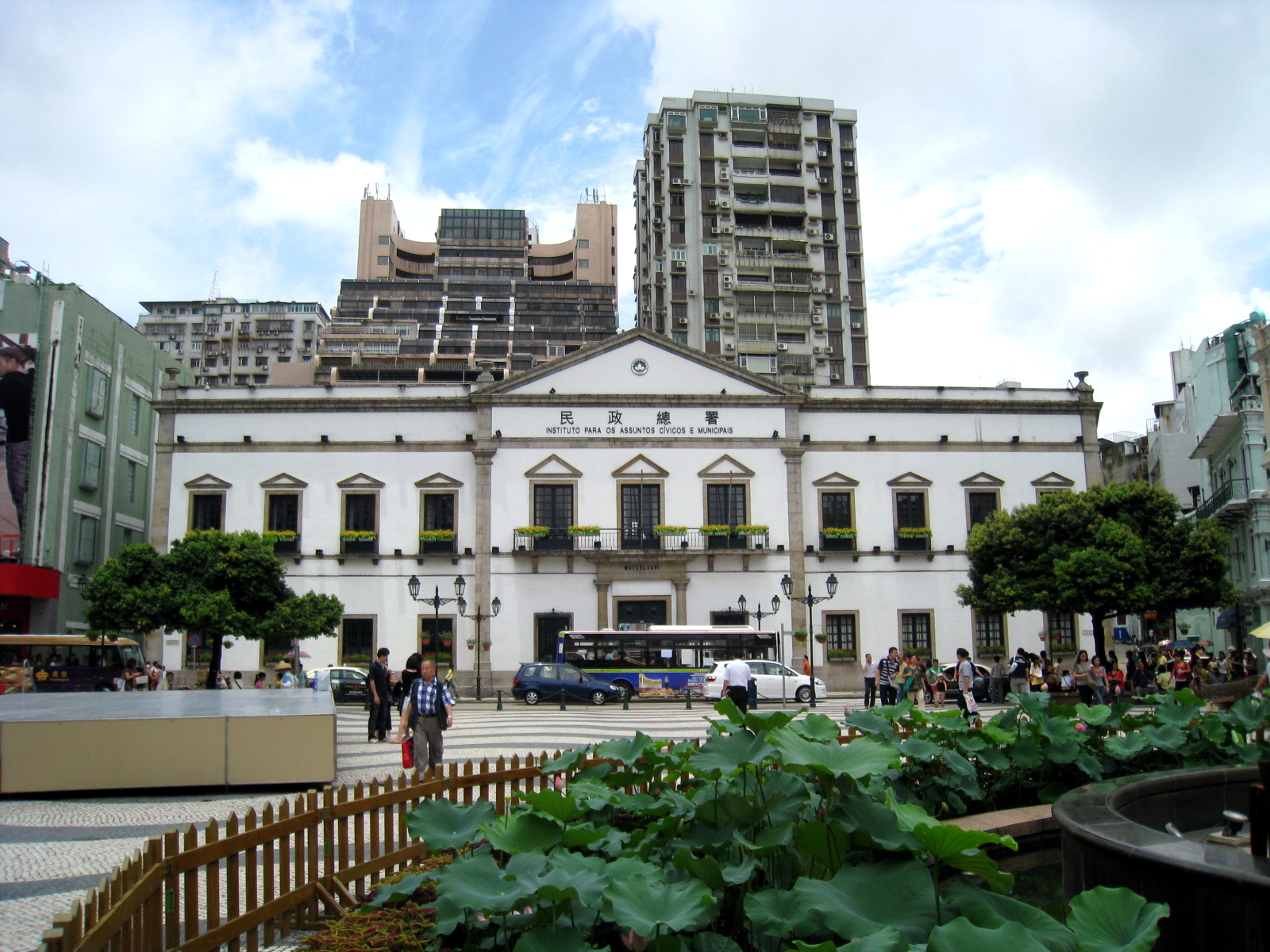
前澳門市政廳、民政總署大樓照片

民政總署大致上承襲了澳門原來的臨時市政機構的職能，為居民提供文娛康樂、衛生監督、執照發放、園林綠化、道路渠務和交通運輸管理等公共服務，但並非市政機構的延續。前身之市政機構（臨時澳門市政局、臨時海島市政局）在民署成立後同時被撤銷。民署與上述的臨時市政機構並無聯繫。
民政總署設有「管理委員會」負責領導民政總署的所有工作、「諮詢委員會」，其大部分成員由原來的臨時澳門市政議會和臨時海島市政議會的議員過渡至該委員會內，以及「監察委員會」，負責該署的財政和財產的監督工作。
民政總署總部設在民政總署大樓，為聯合國教科文組織世界文化遺產“澳門歷史城區”建築群之一，另外在中區、台山、黑沙環、氹仔和司打口設有“市民服務站”，為居民辦理各類型市政事務手續。
2008年5月13日，澳門特區政府成立了交通事務局，接管原本由民政總署負責的交通運輸管理服務。
2013年11月，澳門特別行政區行政長官崔世安在2014年財政年度施政報告中透露，藉著即將重組文化局及體育發展局的架構，民政總署轄下的文化康體部將整合至兩部門。
2018年7月30日，澳門立法會細則性通過澳門特區政府提出的《設立市政署》法案，並於2018年8月2日在澳門特別行政區公報刊登《第9/2018號法律〈設立市政署〉》，法律於2019年1月1日生效，標籤著擁有17年的民政總署將會被撤銷，其大部份職能和署內人員將會移轉至市政署。由於市政諮詢委員將全數由澳門行政長官委任而非由民選產生，與昔日澳門葡萄牙人尚能有權投票間接選出有實權的議事會有所差別，故有聲音批評市政署與昔日的澳葡年代相比更加落後和專制，亦代表著澳門自治的傳統正式消失。

## 組織法例
- 第17/2001號法律 （2001年12月17日《澳門特別行政區公報》）設立民政總署 - 若干廢止。
- 第32/2001號行政法規 （2001年12月18日《澳門特別行政區公報》）訂定民政總署之組織及運作 - 若干廢止。
- 第260/2001號行政長官批示 （2001年12月21日《澳門特別行政區公報》）訂定民政總署管理委員會在財政及財產資源的管理方面的權限。
- 第2/2002號行政長官批示（2002年1月14日《澳門特別行政區公報》）核准《民政總署組織架構規章》。- 經第117/2008號行政長官批示及第211/2013號行政長官批示修改。
- 第74/2010號行政命令 （2010年8月2日《澳門特別行政區公報》）民政總署的人員編制。
- 第13/2015號法律 （2015年12月7日《澳門特別行政區公報》）修改《民政總署章程》
- 第18/2015號行政法規（2015年12月14日《澳門特別行政區公報》）修改民政總署的組織及運作。
- 第425/2015號行政長官批示 （2015年12月14日《澳門特別行政區公報》）修改《民政總署組織架構規章》若干條文。

## 部門職責
- 促進環境衛生，尤其確保公共地方的清潔及動物的監管，並與行使衛生當局權力的公共部門或實體合作；
- 規劃、促進及執行公民教育的資訊及培訓活動；
- 致力提升居民的生活質素，尤其是推動重整城市區域及更新有關設備、以及改善環境條件；
- 鼓勵及輔助民間組織，以促進各社會利益和社群之間的互助和睦鄰精神；
- 致力執行有關收集和分析由服務對象所作出的建議、投訴和異議的機制，尤其是關注對須優先處理的情況及時作出妥善的回應；
- 依法在城市規劃範疇內執行特定工作，並參與城市規劃的工作；
- 根據法律的規定，對有關行為、項目及活動發出行政准照；
- 執行澳門特別行政區政府在澳門與對外城市的交流和發展關係方面所訂定的政策，尤其是有關結盟的協定；
- 致力協助實行民防工作，並遵照協調實體的指引和指示參與有關計劃的施行；
- 負責向居民提供用以解釋在履行其職責時出現的問題的適當資訊；
- 根據法律及規章的規定，監察以上各項所指範疇的適用規範的遵守，尤其是在公共衛生、動物監管、環境保護及須取得行政准照的活動及項目等方面；
- 監察對食品安全法的遵守；
- 協調和推動跨部門公共服務的實施機制，並藉與其他公共部門、實體簽訂的協議，提供協議訂定的服務。
- 按法律或規章的規定，或行政長官的指示，執行其他工作。

## 部門架構
- 監察委員會
- 諮詢委員會
- 管理委員會

### 民政總署管理委員會附屬單位

#### 職務附屬單位
- 市民事務辦公室
  - 社群互助促進處
  - 公民教育及資訊處
  - 服務站
- 衛生監督部
  - 動物檢疫監管處
  - 食物衛生檢驗處
  - 街市事務處
  - 小販事務處
- 環境衛生及執照部
  - 環境衛生處
  - 行政執照處
  - 稽查處
- 園林綠化部
  - 公園處
  - 自然保護研究處
  - 自然護理處
  - 綠化處
- 建築及設備部
  - 設計處
  - 建設處
  - 設備處
  - 工場及庫存處
- 道路渠務部
  - 渠務處
  - 道路處
  - 城市設施維修處
- 運輸事務處
- 化驗所
- 食品安全中心
  - 管理規劃處
  - 風險評估處
  - 風險傳達處

#### 輔助附屬單位
- 質量控制辦公室
- 技術輔助辦公室
  - 公共關係及新聞處
  - 翻譯處
- 行政輔助部
  - 行政處
  - 人力資源處
  - 培訓及資料儲存處
- 財務資訊部
  - 財務處
  - 財產及採購處
  - 資訊處

法律及公證辦公室

### 成員
民政總署管理委員會
主席：戴祖義
副主席：李偉農、羅志堅
委員：關施敏、馬錦強、麥儉明、吳秀虹、杜淑儀
民政總署諮詢委員會
主席：司徒民義
秘書長：盧德全
委員：周宜心、陳自成、陳振豪、陳家良、鄭國恆、何嘉倫、何觀倫、黎勝鍈、李兆祖、馬志興、莫偉成、莫子銘、盧偉樂、劉佐春、劉金玲、羅錦焜、António Rossano de Jesus Monteiro、譚繼祖、唐堅燊、胡景光、何敬麟、林倫偉、柯清煌、楊景開
民政總署監察委員會
主席：容永恩
委員：梁金泉、羅鵲萍